# West Edmonton Mall Grand Prix 2006
West Edmonton Mall Grand Prix 2006 var den åttonde deltävlingen i Champ Car 2006. Racet kördes den 23 juli på Edmontons centrala flygplats. Justin Wilson bröt A.J. Allmendingers svit på tre raka segrar, och tog sin första vinst för säsongen. Sébastien Bourdais blev tvåa, medan Allmendinger tog sig in på tredje plats. 

## Slutresultat
| Plats | Förare             | Team                | Grid | Kvaltid  |
| ----- | ------------------ | ------------------- | ---- | -------- |
| 1     | Justin Wilson      | RuSPORT             | 3    | 58,665   |
| 2     | Sébastien Bourdais | Newman/Haas Racing  | 1    | 58,560   |
| 3     | A.J. Allmendinger  | Forsythe Racing     | 4    | 58,893   |
| 4     | Oriol Servià       | PKV Racing          | 5    | 59,324   |
| 5     | Paul Tracy         | Forsythe Racing     | 2    | 58,622   |
| 6     | Will Power         | Team Australia      | 7    | 59,539   |
| 7     | Andrew Ranger      | Conquest Racing     | 8    | 1.00,171 |
| 8     | Mario Domínguez    | Dale Coyne Racing   | 10   | 1.00,106 |
| 9     | Dan Clarke         | HVM Racing          | 17   | 1.01,215 |
| 10    | Charles Zwolsman   | Conquest Racing     | 13   | 1.00,291 |
| 11    | Tonis Kasemets     | Rocketsports Racing | 18   | 1.01,704 |
| 12    | Alex Tagliani      | Team Australia      | 11   | 1.00,110 |
| 13    | Katherine Legge    | PKV Racing          | 15   | 1.00,358 |
| 14    | Nelson Philippe    | HVM Racing          | 6    | 59,510   |
| 15    | Bruno Junqueira    | Newman/Haas Racing  | 9    | 1.00,085 |
| 16    | Jan Heylen         | Dale Coyne Racing   | 12   | 1.00,199 |
| 17    | Nicky Pastorelli   | Rocketsports Racing | 16   | 1.00,976 |
| 18    | Cristiano da Matta | RuSPORT             | 14   | 1.00,305 |